# Pagayawan
Pagayawan (in passato Tatarikan) è una municipalità di quinta classe delle Filippine, situata nella Provincia di Lanao del Sur, nella Regione Autonoma nel Mindanao Musulmano.
Pagayawan è formata da 18 baranggay:
- Ayong
- Bandara Ingud
- Bangon (Pob.)
- Biala-an
- Diampaca
- Guiarong
- Ilian
- Kalaludan
- Linindingan
- Madang
- Mapantao
- Ngingir (Kabasaran)
- Padas
- Paigoay
- Pinalangca
- Poblacion (Lumbac)
- Rangiran
- Rubokun